# Rosie Thomas
Rosie Thomas, född ca. 1978 i Livonia, Michigan, är en amerikansk singer/songwriter och ståuppkomiker. Genom gemensamma vänner träffade hon Trey Many och tillsammans började de spela i bandet Velour 100. Bandet spelade in en EP och gjorde några få korta turnéer, på vilka hon kom i kontakt med Damien Jurado och Pedro the Lion. Därefter flyttade hon till Seattle för att gå på Cornish College. Efter detta bestämde hon sig för att satsa på en solokarriär.
Thomas medverkar på låten "Parking Lot" på Jurados album Ghost of David. Hennes medverkande där drog till sig uppmärksamhet från skivbolaget Sub Pop som kontrakterade henne 2000. Debutalbumet When We Were Small släpptes den 22 januari 2001. Debuten följdes av Only with Laughter Can You Win (2003), If Songs Could Be Held (2005), These Friends of Mine (2006), A Very Rosie Christmas (2008) och With Love (2012).

## Diskografi

### Albums
- When We Were Small (2001)
- Only with Laughter Can You Win (2003)
- If Songs Could Be Held (2005)
- These Friends of Mine (2006)
- A Very Rosie Christmas (2008)
- With Love (2012)

### EP
- In Between (2001)
- Paper Airplane (2002)

### Singlar
- "Pretty Dress" (2005)

### Filmer
- Cars 3: Chloe